# (200344) 2000 JA1
(200344) 2000 JA1 es un asteroide perteneciente al cinturón de asteroides descubierto el 1 de mayo de 2000 por el equipo del Lincoln Near-Earth Asteroid Research desde el Laboratorio Lincoln, Socorro, Nuevo México, Estados Unidos.

## Designación y nombre
Designado provisionalmente como 2000 JA1.

## Características orbitales
2000 JA1 está situado a una distancia media del Sol de 3,067 ua, pudiendo alejarse hasta 3,220 ua y acercarse hasta 2,915 ua. Su excentricidad es 0,049 y la inclinación orbital 9,798 grados. Emplea 1962,59 días en completar una órbita alrededor del Sol.

## Características físicas
La magnitud absoluta de 2000 JA1 es 15,2. Tiene 5,663 km de diámetro y su albedo se estima en 0,055. 